# Heide (Leichlingen)
Heide, auch Kleineheide genannt, ist eine aus einem Wohnplatz hervorgegangene Ortschaft in Leichlingen (Rheinland) im Rheinisch-Bergischen Kreis.

## Lage und Beschreibung
Der Ort liegt südöstlich von Witzhelden an der Landesstraße L294 auf der Wasserscheide zwischen dem Wersbach und dem Sengbach unmittelbar an der Stadtgrenze zu Burscheid. Die Bundesautobahn 1 führt an dem Ort vorbei. Entlang der Verbindungsstraßen von Heide zu Mittelhöhscheid besteht eine geschlossene Wohnbebauung, die beide Orte zusammenwachsen haben lassen. In Heide zweigt die Zufahrt zu dem Burscheider Schneppenpohl von der Landesstraße ab.
Weitere Nachbarorte sind Hölverscheid, Bern, Neuenhof, Altenbach und Wersbacher Mühle auf Leichlinger und Heide, Kippekofen, Großbruch, Hürringhausen, Brucher Mühle und Hilgen auf Burscheider Stadtgebiet. 

## Geschichte
Erstmals erscheint der Ort auf der Preußischen Uraufnahme von 1844 als Kl.Heide, das benachbarte Burscheider Heide als Gr.Heide.
1832 gehörte Heide dem Kirchspiel Witzhelden der Bürgermeisterei Burscheid an. Der laut der Statistik und Topographie des Regierungsbezirks Düsseldorf als Ackerhof kategorisierte Ort besaß zu dieser Zeit ein Wohnhaus und zwei landwirtschaftliche Gebäude. Zu dieser Zeit lebten vier Einwohner im Ort, allesamt evangelischen Glaubens.
Aufgrund der Gemeindeordnung für die Rheinprovinz erhielt 1845 das Kirchspiel Witzhelden den Status einer Gemeinde, schied aus der Bürgermeisterei Burscheid aus und bildete ab 1850 eine eigene Bürgermeisterei. Im Gemeindelexikon für die Provinz Rheinland werden 1885 vier Wohnhäuser mit 27 Einwohnern angegeben. 1895 besitzt der Ort fünf Wohnhäuser mit 17 Einwohnern, 1905 vier Wohnhäuser und 16 Einwohner.
Ende der 1930er Jahre wurde direkt am Ort vorbei die Reichsautobahn von Leverkusen nach Remscheid-Lennep gebaut (die spätere Bundesautobahn 1), die am 1. Mai 1940 eröffnet wurde. Am 1. Januar 1975 wurde die Gemeinde Witzhelden mit Heide in Leichlingen eingemeindet.